# 英仙座分子雲
英仙座分子雲(Per MCld)是位於英仙座，鄰近（約1,000光年）我們，含有10,000太陽質量，覆蓋天球面積為6X2度的巨分子雲。與獵戶座分子雲不同的是，除了IC 348和NGC 1333這兩個低質量恒星形成的星團之外，它其餘的部分幾乎是看不見的。源於由新形成的低質量恒星加熱的塵埃，它在中紅外和遠紅外波段非常明亮，在次毫米波段也非常明亮。

它在IRAS、MSX衛星以及史匹哲太空望遠鏡繪製的地圖上顯示了一個奇怪的環狀結構，並能在COSMOSOMAS的微波頻率下探測到，成為異常的"自旋塵埃"發射源
。